# Államok vezetőinek listája 287-ben
Ezen az oldalon az i. sz. 287-ben fennálló államok vezetőinek névsora olvasható földrészek, majd országok szerinti bontásban. 

## Európa
- Boszporoszi Királyság
  - Király: Thothorszész (285/286–308/309)

- Római Birodalom
  - Császár: Diocletianus (284–305) 
    - Consul: Diocletianus császár
    - Consul: Maximianus császár

## Ázsia
- Armenia
  - Szászánida helytartó: Narsak (270–293)

- Ibériai Királyság
  - Király: III. Mirian (284–361)

- India
  - Anuradhapura
    - Király: Mahászéna (277-304)

  - Vákátaka
    - Király: I. Pravaraszéna (284–344)

- Japán
  - Császár: Ódzsin (270–310)

- Kína (Csin-dinasztia)
  - Császár: Csin Vu-ti (266–290)

- Korea
  - Pekcse
    - Király: Cshekkje (286–298)

  - Kogurjo
    - Király: Szocshon (270–292)

  - Silla
    - Király: Jurje (284–298)

  - Kumgvan Kaja
    - Király: Maphum (259–291)

- Szászánida Birodalom
  - Nagykirály: II. Bahrám (276–293)

## Afrika
- Kusita Királyság
  - Kusita uralkodók listája

## Fordítás
- Ez a szócikk részben vagy egészben  a   Liste der Staatsoberhäupter 287 című német Wikipédia-szócikk ezen változatának fordításán alapul.  Az eredeti cikk szerkesztőit annak laptörténete sorolja fel. Ez a jelzés csupán a megfogalmazás eredetét és a szerzői jogokat jelzi, nem szolgál a cikkben szereplő információk forrásmegjelöléseként.